# Bruce Rauner

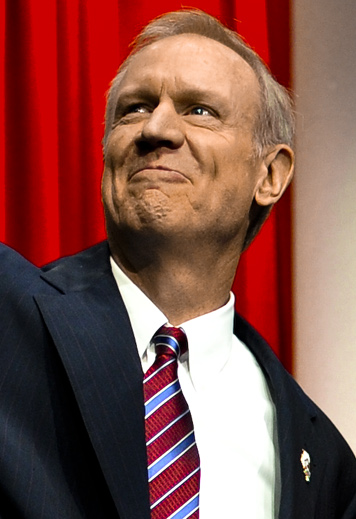
Bruce Rauner l'agost de 2015

Bruce Vincent Rauner (n. el 18 de febrer de 1957) és el 42è Governador d'Illinois i membre del Partit Republicà dels Estats Units. Rauner es va convertir en governador d'Illinois el 3 de gener de 2015.